# 户部巷
户部巷，位于湖北省武汉市武昌城内，民主路西段以北，南北走向，长150米，宽4米，连通民主路和自由路，是明清旧时古巷。
巷道两侧多为老式砖木房屋，其旧貌尚存。1967年曾易名红安一巷，1972年复故名。
被誉为“汉味早点第一巷”，有“早尝户部巷，夜吃吉庆街”之说。

## 古巷历史
此巷由于东临户部藩署而得名户部巷。明嘉靖年间的《湖广图经志》就曾在其中一幅地图上准确标出户部巷所在地。古往今来，户部巷紧依长江码头，舟车络绎人声鼎沸，自然形成了商贩往来交易之地。各式小吃如雨后春笋般冒出，渐渐名声鹊起，长久不衰。

## 没落与兴起
1940年代，谢氏面窝在户部巷安家落户，很快打响招牌，享誉三镇。1950年代，餐饮业国营合作化，户部巷内早点摊渐渐没落。
直至1970年代，有人家在户部巷重开店铺，渐渐聚拢人气，慢慢有了石婆婆热干面等众多名早点。
1980年代，中华路一带成为武汉市公交起终点，客运轮渡的集中处，上班族拉动了户部巷的人气，这里已然成为“过早”的“客栈”。

## 汉味小吃第一巷

### 户部巷一期工程
2002年，武昌区政府决定实施“早点、健康、就业、防盗、互助”五大亲民工程。将户部巷选为试点之一，并借助当地媒体推出“走，到户部巷过早去”等宣传广告。历经数月的改造工程，依户部巷明清古朴风韵形制修葺，大打楚风牌，一条古香古色的小吃巷重现世人眼前。
全巷设立了一条19米长，3米宽的汉味早点文化墙。巷子入口刻着武汉市曲艺表演艺术家何祚欢的小记：“汉味早点米当先，户部巷里快热鲜”。而出口则石狮矗立，上方有书法家陈义经的泰山石刻“汉味早点第一巷”。 
户部巷店面以家庭为单位，楼上住家，楼下食店，沿街铺陈开来。

### 户部巷二期工程
第一期改造工程的成功，让这条小巷名声大噪，食客爆满。武昌区政府因势利导，联合多家单位合资，历时四个月，将户部巷延长，使得解放路至都府堤的自由路也“加盟”了户部巷。

### 户部巷三期工程
2006年，武昌区政府投入800万资金，将原本三米宽的小街扩展到八米，空中网线全部入地，并针对油烟污染等大力改善。且在中南，徐东等地建立分巷。

## 相册

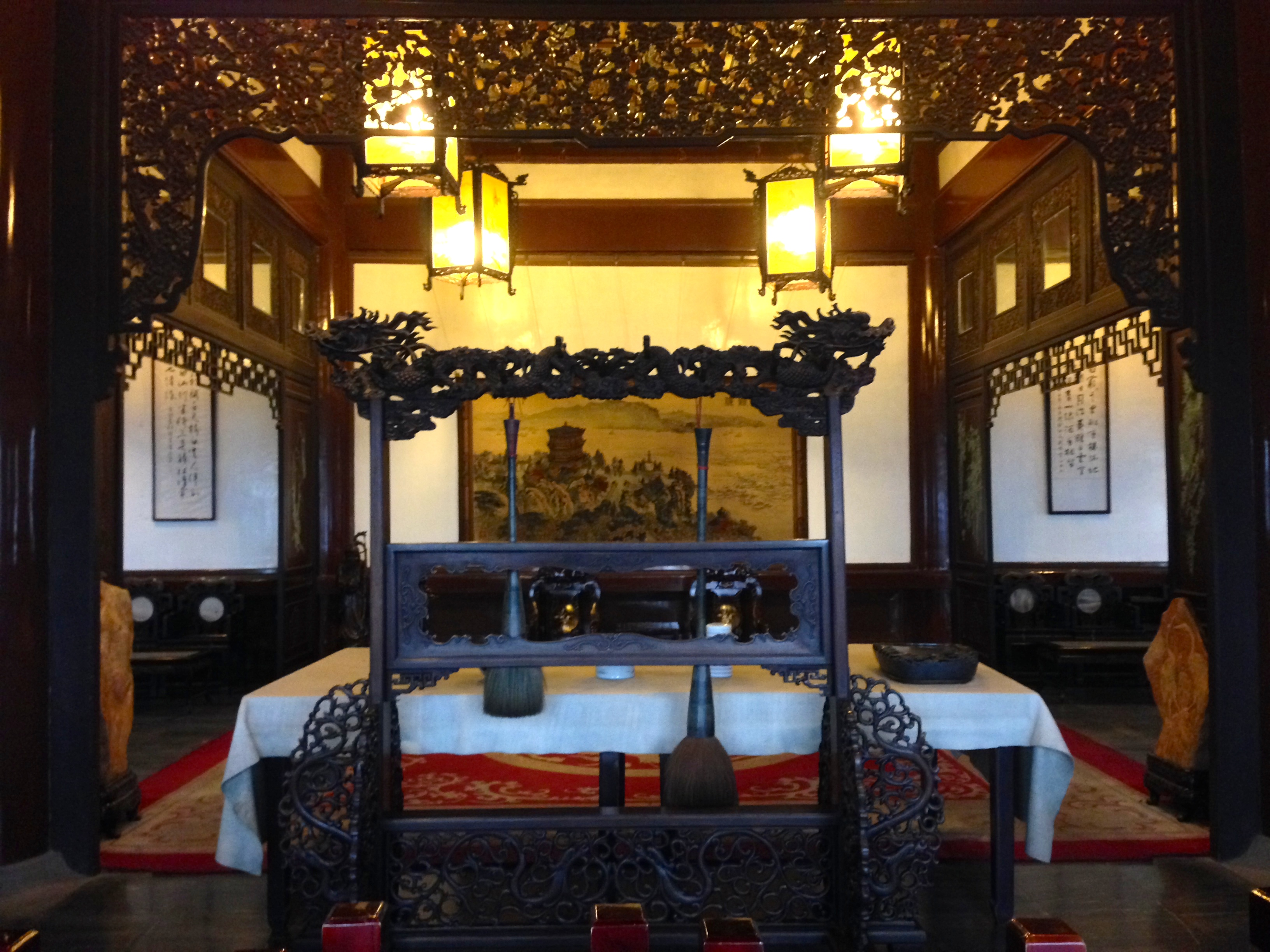
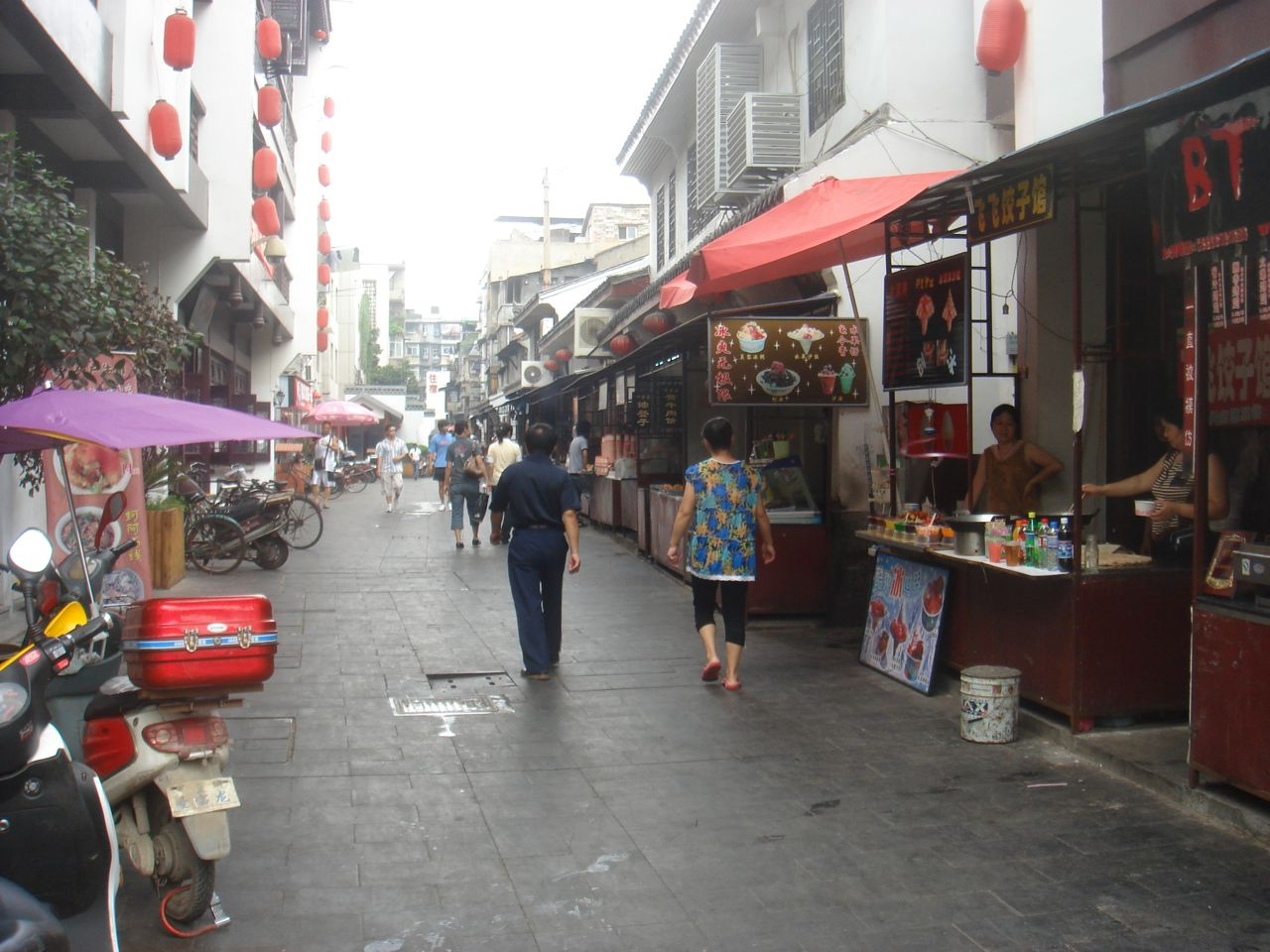
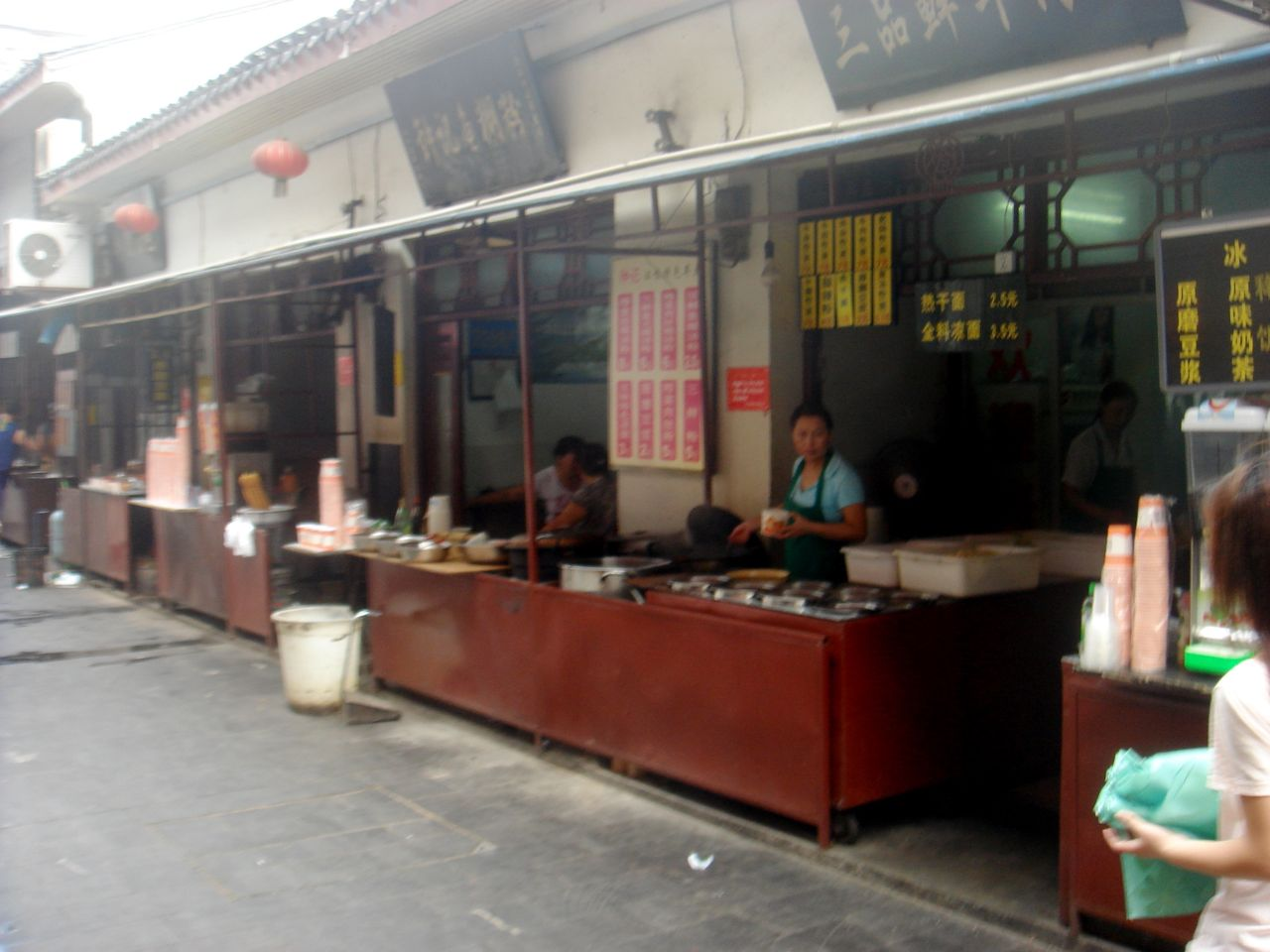
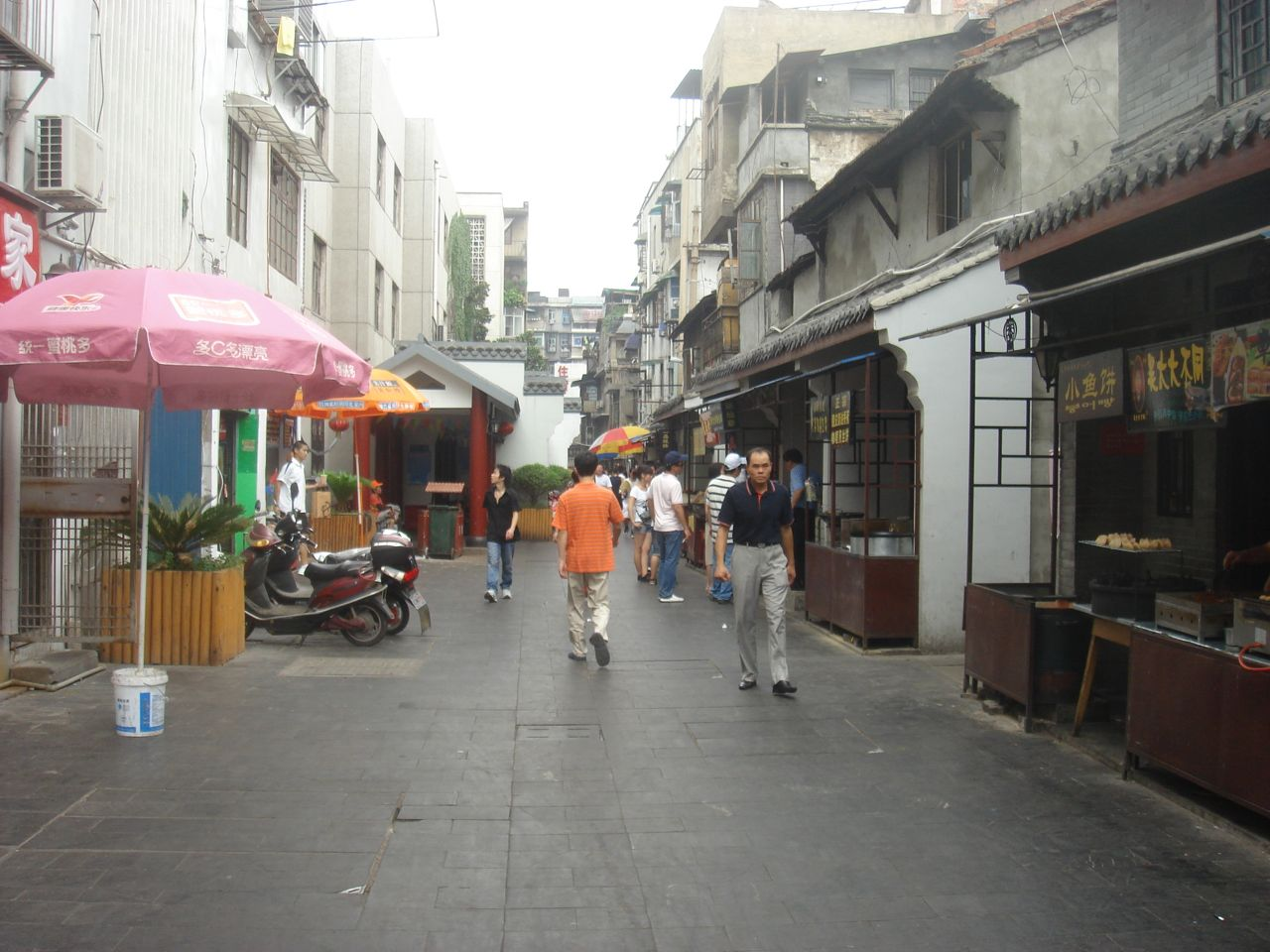
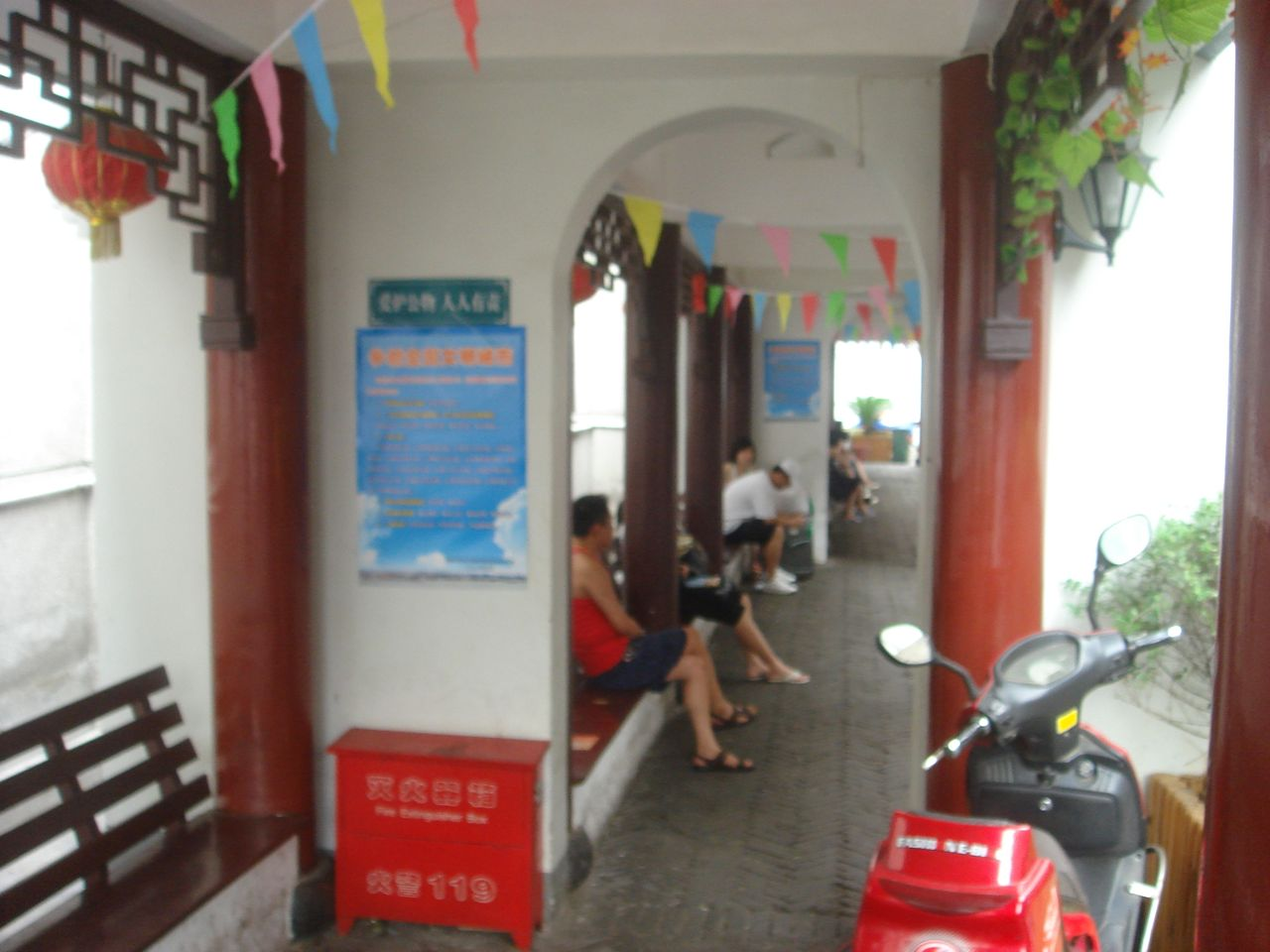
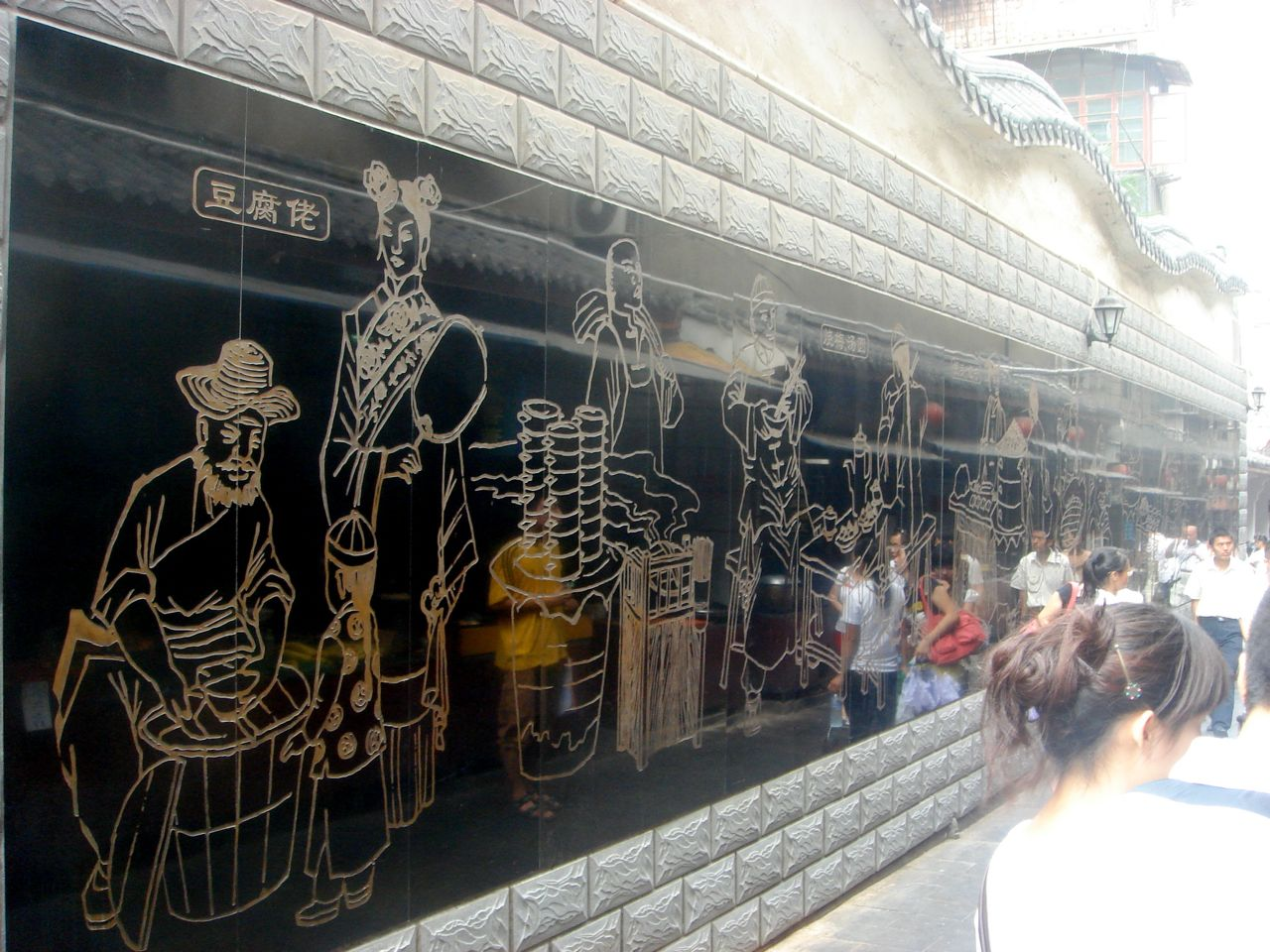
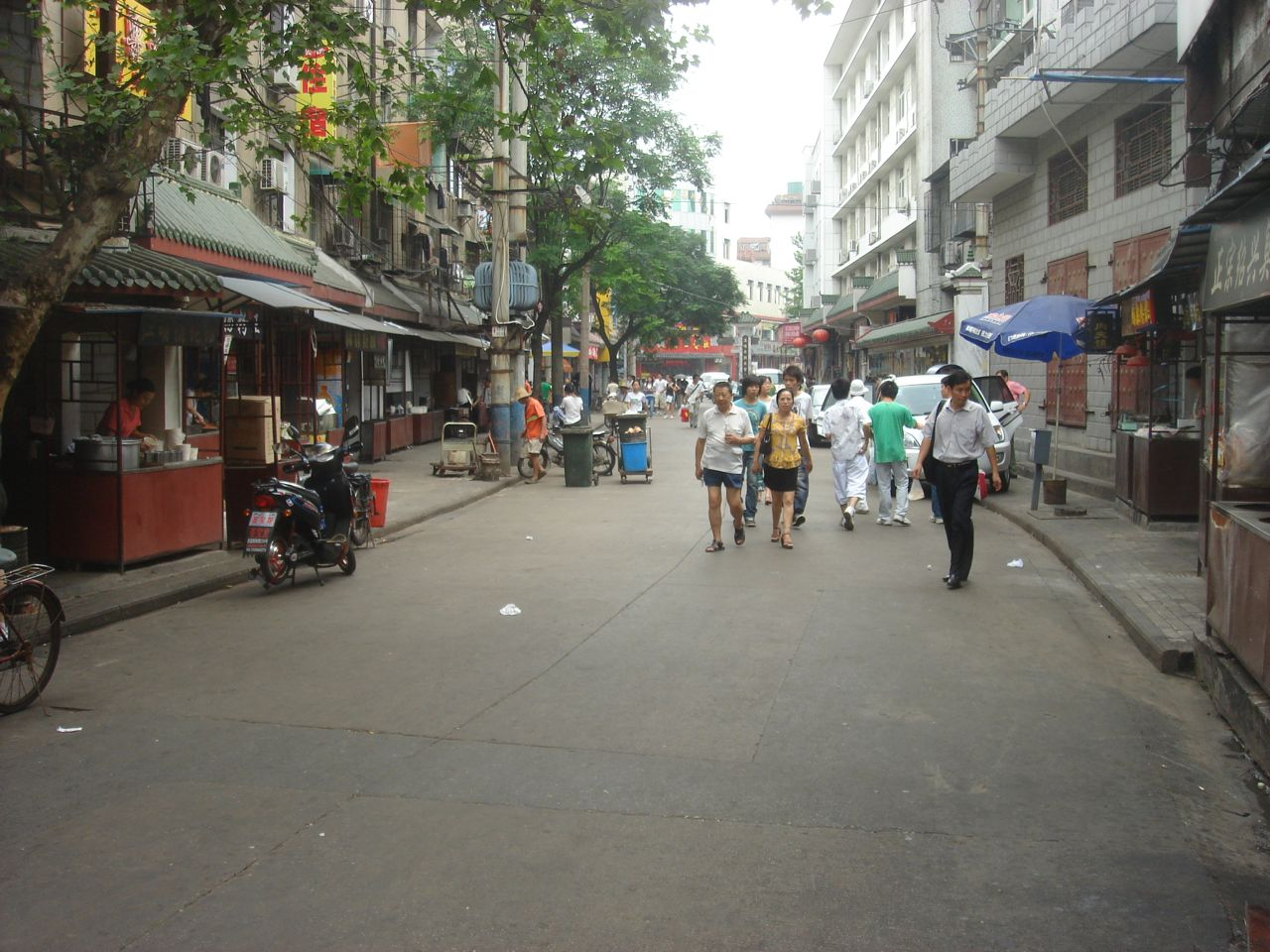
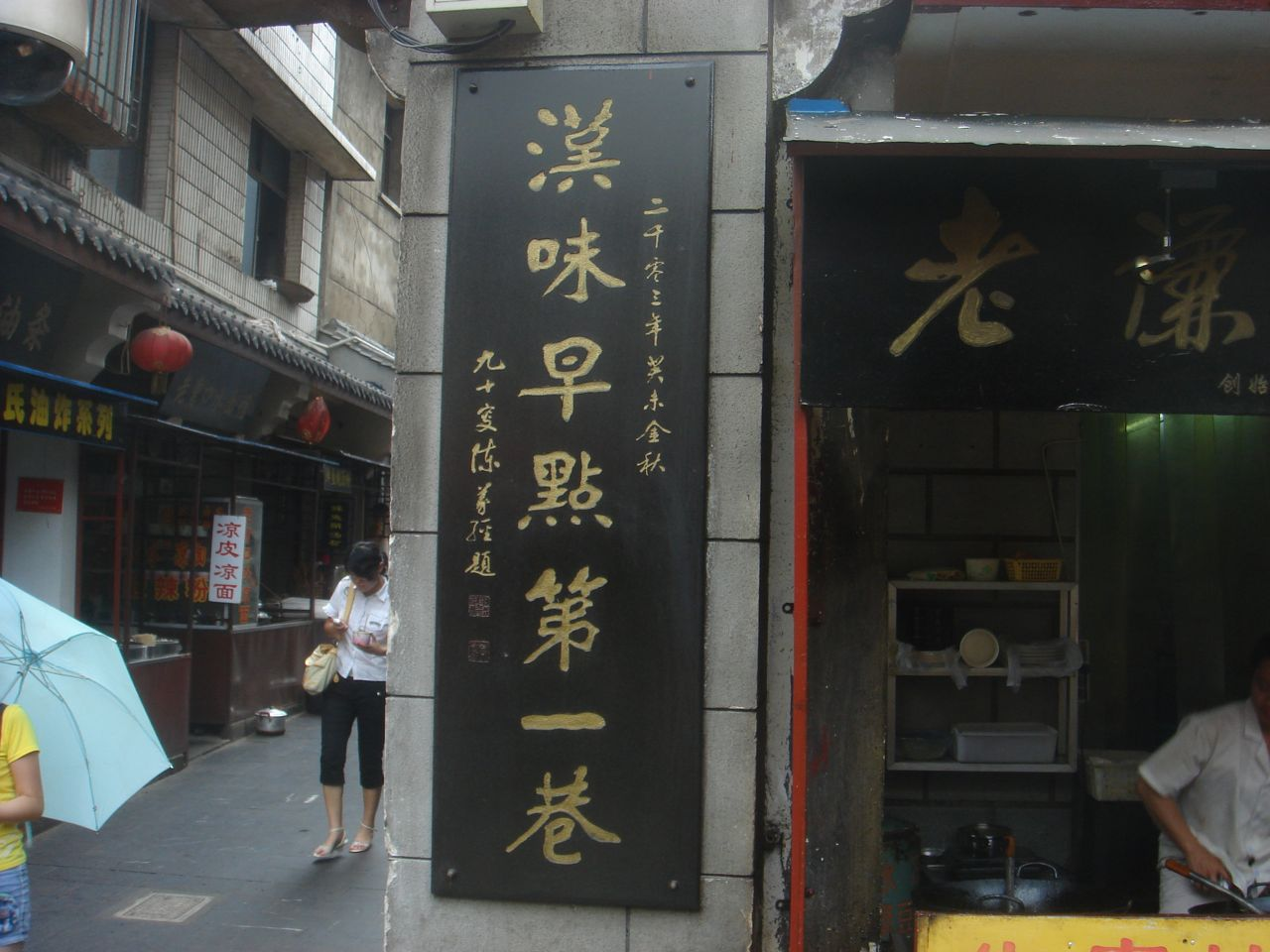
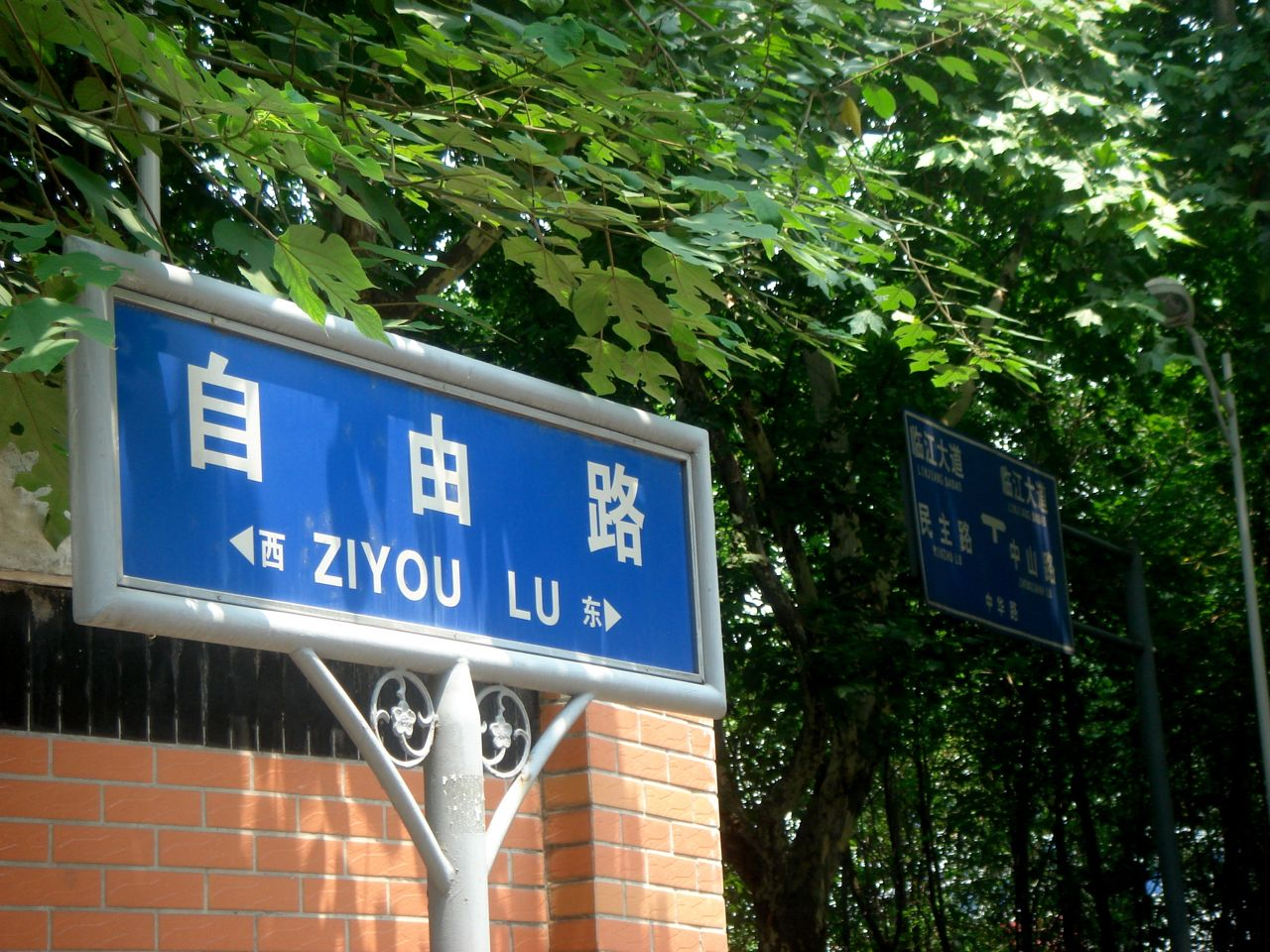

## 经典美食
- 徐嫂糊湯粉
- 三品鲜
- 叶老瘪肉饼
- 老谦记豆丝
- 石记热干面
- 今楚汤包
- 食味坊
- 老张卤味
- 江城铁板饭
- 李记民间瓦罐煨汤
- 老何记豆皮
- 天下第一臭
- 陈记红油牛肉面
- 谢家面窝
- 万氏米酒
- 小蒋糖糍粑
- 李桃烧麦
- 一品烧梅
- 彭氏糯米鸡